# 尖锄蚌属
尖鋤蚌屬（Ptychorhynchus）是蚌科之下的一個屬。

## 分佈
本屬僅分佈於東亞。

## 物種
以下為本屬的物種名錄：
- Ptychorhynchus denserugata (Haas, 1910)：分佈於中國海南島一帶。
- Ptychorhynchus murinum (Heude, 1883)：分佈於長江黃河流域。
- Ptychorhynchus pfisteri (Heude, 1874)：分佈於長江黃河流域。
- Ptychorhynchus schoedei (Haas, 1930) ：分佈於中國海南島一帶。
- Ptychorhynchus schomburgianum (Heude, 1885)：分佈於長江黃河流域。